# 河濱湖 (加利福尼亞州)
河濱湖（英語：Lake Riverside）是位於美國加利福尼亞州河濱縣的一個人口普查指定地區。

## 地理
河濱湖的座標為33°31′02″N 116°48′38″W / 33.51722°N 116.81056°W，而該地最高點為海拔高度1035米（即3397英尺）。

## 人口
根據2010年美國人口普查的數據，河濱湖的面積為18.845平方千米，當中陸地面積為18.628平方千米，而水域面積為0.217平方千米。當地共有人口1173人，而人口密度為每平方千米62人。